# Paul Pogge

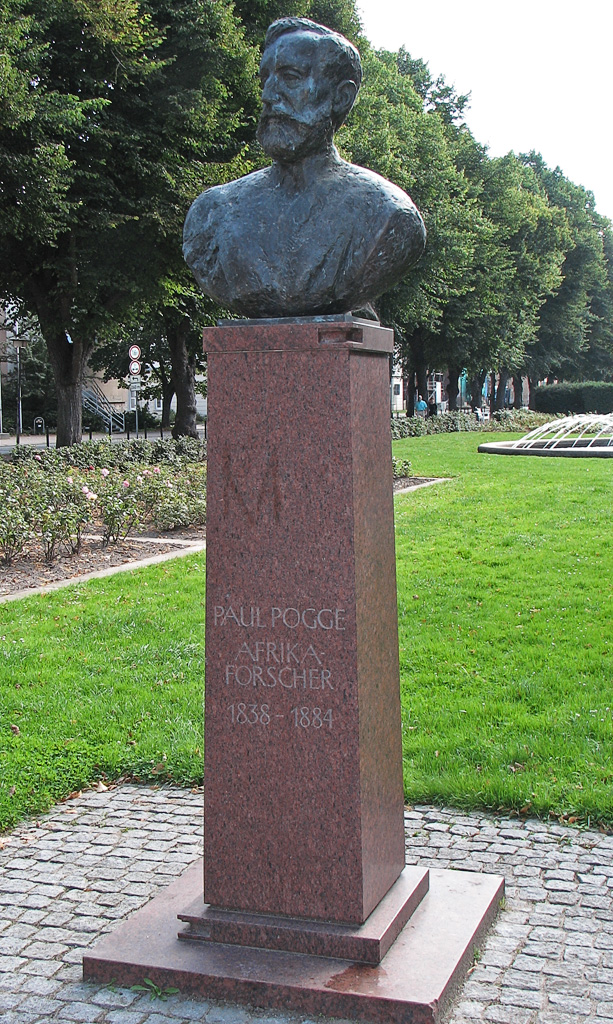
Paul Pogge

Paul Pogge (24 de desembre de 1838 – 16 de març de 1884), fou un explorador alemany a l'Àfrica.
Pogge va néixer a Groß Roge, Mecklenburg-Schwerin. Va emprendre dues expedicions a l'Àfrica Central, al sud de la Conca del riu Congo, la primera entre 1874 i 1876 i la segona entre 1880 i 1884. En el seu segon viatge, que organitzava la Societat Alemanya d'Àfrica, dirigida per Pogge, l'acompanyaven, entre d'altres en Hermann Wissmann i en Anton Erwin Lux. Va morir a Luanda (Angola).